# Feliniopsis uniformis
Feliniopsis uniformis är en fjärilsart som beskrevs av W. Warren 1912. Feliniopsis uniformis ingår i släktet Feliniopsis och familjen nattflyn. Inga underarter finns listade i Catalogue of Life.